# ATP Challenger São Paulo-9
Das ATP Challenger São Paulo (offizieller Name: Torneio Internacional Masculino de Tênis) war ein Tennisturnier in São Paulo, das 2024 einmalig ausgetragen wurde. Es war Teil der ATP Challenger Tour und wurde im Freien auf Hartplatz gespielt.

## Liste der Sieger

### Einzel
| Jahr | Sieger             | Finalgegner            | Ergebnis      |
| ---- | ------------------ | ---------------------- | ------------- |
| 2024 | Francisco Comesaña | Thiago Agustín Tirante | 7:5, 4:6, 6:4 |

### Doppel
| Jahr | Sieger                                     | Finalgegner                  | Ergebnis  |
| ---- | ------------------------------------------ | ---------------------------- | --------- |
| 2024 | Federico Agustín Gómez Luis David Martínez | Christian Harrison Evan King | 7:64, 7:5 |